# Прогулка на небеса
«Прогулка на небеса» (англ. A Little Trip to Heaven) — триллер исландского режиссёра Балтазара Кормакура. Премьера картины состоялась 12 сентября 2005 года в рамках специального показа на международном кинофестивале в Торонто. Фильм получил рейтинг R.

## Сюжет
1985 год. Следователь страховой компании Эйб Холт получает задание разобраться в обстоятельствах смерти мошенника Келвина Андерсона. Если подтвердится, что тот погиб в аварии, то его сестра Изольда Макбрайд получит миллион долларов. Её муж Фред, подстроивший автокатастрофу, оказывается не тем, за кого он себя выдаёт. Ведя расследование, Холт обнаруживает могилу настоящего Фредерика Макбрайда. 

## В ролях
| Актёр               | Роль                                    |
| ------------------- | --------------------------------------- |
| Форест Уитакер      | Эйб Холт                                |
| Джереми Реннер      | Фред «Келвин» Макбрайд                  |
| Джулия Стайлз       | Изольда Макбрайд                        |
| Питер Койоти        | Фрэнк                                   |
| Иддо Голдберг       | Рассел                                  |
| Филип Джексон       | Уильям                                  |
| Джоанна Скэнлэн     | Джози                                   |
| Владас Багдонас     | коронер                                 |
| Филлида Ло          | завуч                                   |
| Мария Фернандес Аче | женщина в начале фильма миссис Родригес |
| Дэймон Янгер        | фальшивый Келвин Макбрайд               |
| Альфред Хармсворт   | сын Изольды и Фреда Тор                 |

## Награды и номинации
- 2006 — Премия «Эдда» (Исландия)[3]:
  - лучший оператор — Балтазар Кормакур
  - лучший композитор — Мугисон
  - номинация на лучшую работу художника — Карл Юлиуссон
- 2006 — Номинация на кинопремию Северного совета — Балтазар Кормакур, Эдвард Мартин Вейнман и Сигюрьоун Сигхватссон[англ.][4]
- 2006 — Премия «FIPRESCI» на Гётеборгском кинофестивале — Балтазар Кормакур[5]
- 2006 — Приз критиков международного кинофестиваля детективных фильмов в Коньяке (Франция)[6] — Балтазар Кормакур